# Earth Liberation Front
Earth Liberation Front (in italiano: Fronte per la Liberazione della Terra), maggiormente citato con l'acronimo ELF, viene comunemente indicato come movimento eco-terrorista radicale ed internazionale a carattere clandestino.
Il movimento fece la sua comparsa a Brighton nel 1992, in seguito ad una scissione maturata in seno ad Earth First (Prima la Terra).
L'operato dell'ELF è caratterizzato dall'azione diretta attuando strategie quali: sabotaggio, intimidazione, turbative dell'ordine pubblico, violenze ed in minor misura, atti di terrorismo vero e proprio. Tali pratiche vengono impiegate al fine di promuovere l'ecologismo radicale; ciascun gruppo o singolo che si riconosca nelle pratiche e nella riflessione dell'Earth Liberation Front può, in totale autonomia, sentirsene parte a pieno titolo.
Nel 2001 l'FBI ha definito l'ELF come "uno dei gruppi estremisti più attivi negli Stati Uniti" ed una "minaccia terroristica".
Di fronte all'importanza crescente di comunicare il senso e la portata delle sue azioni, l'ELF si dotò nel 1999 di un ufficio stampa ufficiale: l'Earth Liberation Front Press Office, o ELFPO, con sede a Portland, nell'Oregon.
Nel corso degli anni i membri dell'ELF si sono concentrati in particolare su alcuni temi quali: deforestazione, urbanizzazione incontrollata, salvaguardia delle zone ancestrali e dei sistemi naturali in genere, ed ogm.

## Origini
L'Earth Liberation Front si origina a partire da una spaccatura interna di Earth First, una delle prime organizzazioni a struttura cellulare non gerarchizzate dedite all'eco-terrorismo; Nel 1990, Earth First al fine non infliggere danni alle persone, rinunciò alla pratica del tree spiking (conficcare lunghi chiodi negli alberi centenari per difenderli dalle motoseghe, con eventuali conseguenze nocive per i boscaioli); alcuni membri di Earth First, contrari all'abolizione della pratica del tree spiking, si distaccarono dal movimento principale e nel 1992 a Brighton, in Inghilterra, costituirono l'ELF, il quale successivamente si svilupperà come organizzazione indipendente.

## Obiettivi
Gli obiettivi principali che l'ELF dichiara di perseguire risultano:
- La promozione, anche mediatica, di azioni dirette rivolte contro: persone, enti od istituzioni, che a giudizio dei componenti dell'ELF stessi, si siano resi colpevoli di danneggiamento degli animali e dell'ambiente, di norma le azioni dirette comprendono: minacce, assalti, sabotaggio di macchinari, incendi dolosi e la detonazione di esplosivi.
- L'adozione di azioni mirate al sensibilizzare l'opinione pubblica sulle questioni ambientali emergenti.
- Intraprendere azioni senza minacce per la vita.